# Computer Power User
Computer Power User (eller CPU) är en amerikansk dator- och teknikrelaterad tidskrift som utgives en gång i månaden. Tidskriften är publicerad av Sandhills Publishing Company i Lincoln, Nebraska, USA och har funnits sedan december 2001.